# Schloss Adelholzen

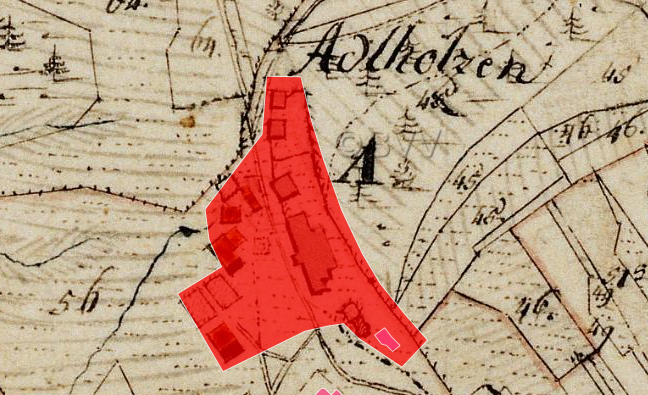
Lageplan von Schloss Adelholzen auf dem Urkataster von Bayern

Schloss Adelholzen war ein Schloss in Adelholzen in der Gemeinde Siegsdorf im oberbayerischen Landkreis Traunstein. Die Anlage gehört zum Bodendenkmal mit der Aktennummer D-1-8141-0249 und der Beschreibung „abgegangener Edelsitz und Hofwüstungen der frühen Neuzeit sowie untertägige frühneuzeitliche Befunde im Bereich der Kath. Kapelle St. Primus und Mariä Heimsuchung in Adelholzen“ geführt. 

## Geschichte
Adelholzen gilt als eines der ältesten Heilbäder Bayerns. Der Legende nach soll die Quelle schon von einem römischen Legionär namens Primus entdeckt worden sein. Aufzeichnungen des Arztes Georgius Bopp aus dem Jahr 1629 besagen, dass bereits „vor vil hundert Jahren“ ein reger Badebetrieb in Adelholzen herrschte. Im selben Jahr wurde Adelholzen zu einer adeligen Hofmark erhoben, der auch die niedere Gerichtsbarkeit zustand. 1695 erwarb der Architekt und Baumeister Caspar von Zuccalli Bad und Hofmark, wo er im Jahr 1717 auch verstarb. 1840 wurden das Schloss und die angrenzenden Gebäude durch einen Brand zerstört und nicht wieder aufgebaut. An der Stelle des Schlosses steht heute das Kurhaus.